# Молодая гвардия (песня, Безыменский)
«Вперёд, заре навстречу!» — песня времён СССР. Впервые прозвучала в 1922. Слова Арнульфа Айльдерманна 1907 года, перевод А. И. Безыменского (1922 год) на музыку гимна Тироля (Австрия), австрийского композитора Леопольда Кнебельсбергера.
Считалась неофициальным гимном ВЛКСМ. Текст Безыменского представлял собой перевод текста песни немецких социал-демократов Dem Morgenrot entgegen, с отличием в двух строках последней строфы.
Песня «Zu Mantua in Banden» написана Леопольдом Кнебельсбергером в 1844 году на стихотворение Юлиуса Мозена 1831 года. Посвящена руководителю антинаполеоновского восстания 1809 года в Тироле Андреасу Гоферу, схваченному французами и расстрелянному в Мантуе. Популярный мотив использовался в других песнях, например, в «Arbeitsmaenner» («Рабочий люд», 1871) Иоганна Моста.
В 1907 году на мотив «Zu Mantua in Banden» социал-демократически настроенный учитель из Бремена Арнульф Айльдерманн написал песню «Dem Morgenrot entgegen» («Заре навстречу»). Александр Безыменский в 1922 году перевёл песню на русский язык.
В 1930—1931 годах Российская ассоциация пролетарских музыкантов требовала запретить песню, полагая, что мелодия происходит от «Боже, царя храни».

## Текст
Вперёд, заре навстречу,

Товарищи в борьбе!

Штыками и картечью

Проложим путь себе.

Смелей вперёд, и твёрже шаг,

И выше юношеский стяг!

Мы - молодая гвардия

Рабочих и крестьян.

Ведь сами испытали

Мы подневольный труд,

Мы юности не знали

В тенетах рабских пут.

На душах цепь носили мы -

Наследье непроглядной тьмы.

Мы - молодая гвардия

Рабочих и крестьян.

И, обливаясь потом,

У горнов став своих,

Творили мы работой

Богатство для других.

Но этот труд в конце концов

Из нас же выковал борцов,

Нас - молодую гвардию

Рабочих и крестьян.

Мы поднимаем знамя!

Товарищи, сюда!

Идите строить с нами

Республику Труда!

Чтоб труд владыкой мира стал

И всех в одну семью спаял, -

В бой, молодая гвардия

Рабочих и крестьян!